# Fldigi
Az fldigi (Fast Light Digital Modem Application - Gyors, egyszerű digitális modemalkalmazás) egy platformfüggetlen modemprogram, amely támogatja a digitális üzemmódú rádiós átvitelek során  használt peer-to-peer (élő billentyűzet) digitális módok többségét.
A szoftvert úgy tervezték, hogy szinte bármilyen modern számítógépen futhasson, és könnyen csatlakoztatható szinte bármilyen rádióhoz.

Az fldigi a meghatározott típusú modemhangok előállítására, és a bejövő modemhangok feldolgozására alkalmas. A modemhang átvitele a számítógép és a rádió között a hangkártya megfelelő csatlakozóin történik.

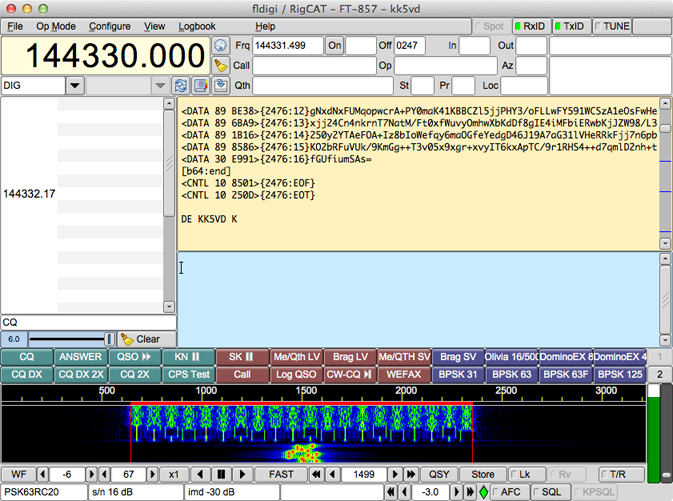
Az fldigi felülete

Az fldigi morzejeleket is képes dekódolni és előállítani.
Az fldigi szöveges információ és képi információ (FAX) átvitelére is alkalmas.
Az fldigi és a számítógép hangkártyája „soft modemként” is működik, lehetővé téve két számítógép között szöveg vagy adat átvitelét rádiós összeköttetésen keresztül.

## Az fldigi által támogatott üzemmódok
| Az üzemmód neve | Az üzemmód jellemzői                                                              | Egyedi beállítások használatának lehetősége |
| --------------- | --------------------------------------------------------------------------------- | ------------------------------------------- |
| Morse code CW   | 5–50 words-per-minute                                                             | igen                                        |
| PSK             | 31, 63, 63F, 125, 250, 500, 1000                                                  | nem                                         |
| FSQ             | 2, 3, 4.5, 6                                                                      | nem                                         |
| IFKP            | 0.5, 1.0, 2.0                                                                     | nem                                         |
| Contestia       | 4/125, 4/250, 8/250, 4/500, 8/500, 16/500, 8/1000, 16/1000, 32/1000, 64/1000      | igen                                        |
| DominoEX        | Micro, 4, 5, 8, 11, 16, 22, 44, 88                                                | nem                                         |
| Hellschreiber   | Feld Hell, Slow Hell, Feld Hell X5, Feld Hell X9, FSK Hell, FSK Hell-105, Hell 80 | nem                                         |
| MFSK            | 4, 8, 11, 16, 22, 31, 32, 64, 64L, 128, 128L                                      | nem                                         |
| MT63            | 500S, 1000S, 2000S, 500L, 1000L, 2000L                                            | nem                                         |
| Olivia          | 4/250, 8/250, 4/500, 8/500, 16/500, 8/1000, 16/1000, 32/1000, 64/2000             | igen                                        |
| QPSK            | 31, 63, 125, 250, 500                                                             | nem                                         |
| 8PSK            | 125, 250, 500, 1000, 125FL, 250FL, 125F, 250F, 500F, 1000F, 1200F                 | nem                                         |
| PSKR            | 125R, 250R, 500R, 1000R                                                           | nem                                         |
| RTTY            | 45.45/170, 50/170, 75/170, 75/850                                                 | igen                                        |
| SYNOP           | SYNOP                                                                             | nem                                         |
| THOR            | Micro, 4, 5, 8, 11, 16, 22, 25x4, 50x1, 50x2 100                                  | nem                                         |
| SITORB / NAVTEX | SitorB, NAVTEX                                                                    | nem                                         |
| Throb / ThrobX  | 1, 2, 4 / X1, X2, X4                                                              | nem                                         |
| WEFAX           | IOC-576, IOC288                                                                   | nem                                         |
| OFDM            | 500F, 750F, 3500                                                                  | nem                                         |

## Az fldigi futtatására alkalmas architektúrák
Az fldigi szoftver könnyen hordozható C/C++ nyelven íródott, és számos CPU architektúrán használható, beleértve a következőket:
- amd64 (x86-64)
- i386
- arm armhf/armel
- ia64
- mips, mipsel
- powerpc
- s390, s390x
- sparc
- Raspberry Pi

## Az fldigi futtatására alkalmas operációs rendszerek
Az fldigi a könnyű, hordozható FLTK grafikus könyvtáron és a C/C++ nyelven alapul. Emiatt a szoftver számos különböző operációs rendszeren futtatható, például:
- Microsoft Windows (2000 vagy újabb)
- macOS
- Linux
- FreeBSD[2]
- OpenBSD[3]
- NetBSD[4]
- Solaris

Ezenkívül az fldigi úgy lett kialakítva, hogy bármely POSIX-kompatibilis operációs rendszeren leforduljon és futhasson, amely X11-kompatibilis ablakrendszert/grafikus felhasználói felületet használ.

## Az fldigi által támogatott hangrendszerek
Az fldigi több hangrendszert is támogat, lehetővé téve a program számára, hogy absztrakt módon kezelje a hangkártya hardverét a különböző hardverek és operációs rendszerek között.
- Open Sound System (OSS)
- PortAudio
- PulseAudio
- WAV fájlok olvasása / írása (fájl I/O)

## További képességei
- NBEMS: A keskenysávú vészüzenetküldő rendszer támogatása[6][7][8]
- Támogatás minden nyelven az átvitelhez és fogadáshoz UTF-8 karakterkódolás használatával (egyes módok)
- Csatlakozás külső programokhoz a 7322-es TCP/IP porton keresztül[9]
- Használati lehetőség KISS modemként a 7342-es TCP/IP porton keresztül
- Kéthangú többfrekvenciás (DTMF) kódolás és dekódolás
- Automatikus mód- és frekvenciaváltás Reed Solomon azonosító jelazonosítással
- Beépített makrónyelv és processzor a programozható automatizált vezérléshez
- Hangkártya oszcillátor frekvencia/ferdeség korrekciója
- Hangkártya oszcillátor atomórához viszonyított eltérésének mérése: WWV vagy WWVH
- Rádiófrekvencia atomórához viszonyított eltérésének mérése: WWV vagy WWVH
- WWV-szerű időjel továbbítása kalibrációs referenciaként
- Külső adó/vevő rádió hardver vezérlése GPIO csatlakozók használatával. (Beágyazott hardverekhez)
- Több morzekód (CW) jel egyidejű dekódolása
- Morzekód (CW) dekódolása önszerveződő térképes mesterséges neurális hálózattal (képzett mesterséges intelligencia)

## Az fldigi csomag további programjai
Az „fldigi csomag” az fldigi modemből és az ugyanazon fejlesztőcsoport által kiadott összes bővítményprogramból áll. Ezen bővítmények többsége további képességekkel bővíti az fldigi-t, például ellenőrzött fájlátvitellel és üzenetküldéssel. Ezen programok és az fldigi modem közötti kapcsolat a 7322-es TCP/IP porton keresztül történik.
A csomag egyes részei azonban önálló programok, amelyeket csak segédprogramként vagy tesztelési célokra használnak, és nem csatlakoznak az fldigi fő modemhez.

### lamp
A Flamp Dave Freese, W1HKJ által készített Amatőr Multicast Protokollt valósítja meg, és egy eszköz fájlok internetkapcsolat nélküli átvitelére több felhasználóhoz egyszerre, meglévő infrastruktúra igénye nélkül. A program egy adott fájlt több kisebb darabra bont, ellenőrzi az egyes darabokat, majd mindegyiket egyszer vagy többször elküldi. Amikor az összes rész megfelelően megérkezett, az elküldött fájlt újra összeállítja, és a vevőállomások elmenthetik.[24] Ez a program hasznos fájlok multicastingjához veszteséges kapcsolatokon, például nagyfrekvenciás (HF) vagy vészhelyzeti kommunikáció során.

### flarq
A flarq a Paul Schmidt, K9PS által kifejlesztett ARQ specifikációt valósítja meg e-mailek, szöveges fájlok, képek és bináris fájlok rádión keresztüli átviteléhez. Ez a protokoll unicast és kapcsolatalapú. A szoftver zökkenőmentesen integrálódik a meglévő e-mail kliensekkel, mint például a Microsoft Outlook, a Mozilla Thunderbird és a Sylpheed.

### flmsg
Az flmsg lehetővé teszi a felhasználók számára előre formázott űrlapok küldését, fogadását, szerkesztését és létrehozását. Egy ilyen rendszer felgyorsítja az információáramlást vészhelyzeti kommunikáció során. A szoftver számos beépített űrlappal rendelkezik, beleértve a FEMA ICS űrlapokat, a MARS jelentéseket és üzeneteket, a kórházi ICS űrlapokat, a Vöröskereszt üzeneteit, az IARU és az NTS üzeneteket.

### flwrap
Az flwrap egy eszköz fájlok küldésére egy egyszerűsített drag and drop felület használatával. Adattömörítés is elérhető, ami csökkenti az adatátviteli időt.

### flnet
Az flnet segíti a hálózatirányító operátorokat több állomás nyomon követésében a digitális amatőr rádióhálózatok használata során.

### fllog
Az fllog egy naplózó szoftver, amely ADIF néven ismert adatbázis-formátumban követi nyomon a rádióamatőrök közötti beszélgetéseket.

### flwkey
Az flwkey egy egyszerű interfész egy Winkeyer nevű külső hardver vezérléséhez. Ez egy Morse-kódos kulcsolvasó, amely számítógépes parancsokkal állítható be USB-n keresztül.

### flcluster
Ez egy telnet kliens távoli DX klaszter szerverekhez, amely valós idejű jelentést készít a hallott állomásokról és azok frekvenciáiról. Nem csatlakozik az Fldigi-hez.

### flaa
A flaa egy vezérlőprogram, amely a RigExpert AA-xxxx sorozatú antenna analizátorokkal használható, és nem csatlakozik az Fldigi-hez.

### flrig
Az flrig az fldigi alkalmazáscsomag egyik összetevője, amely lehetővé teszi a különféle rádiók számítógéppel segített vezérlését soros vagy USB-kapcsolaton keresztül. Az flrig és az fldigi együttes használatával olyan események, mint a frekvencia, a teljesítményszint, a vevőegység erősítése és a hangerősítés automatikusan vagy felhasználói beavatkozással állíthatók be a számítógépről.

## Teszteszközök
Az fldigi fejlesztőcsoportja számos nyílt forráskódú programot is kiadott, amelyek segítik az fldigi különböző módjainak tesztelését, fejlesztését és összehasonlítását, mint például a LinSim, a CompText és a CompTTY.

## RSID
Az átvitt mód azonosításához egy RSID-nek, vagy Reed-Solomon azonosítónak nevezett jel küldhető az adatok előtt. Ezzel az azonosítóval a fogadó szoftver automatikusan átválthat a megfelelő dekódolási módra. Ezen azonosítók új módokhoz való hozzárendelése összehangolt, hogy biztosítsa a programok közötti együttműködést. Az RSID úgy működik, hogy egy rövid, meghatározott modulációjú löketet küld az adatjel előtt, amely több mint 272 digitális mód automatikus azonosítására használható. Ez a löket egy 10,766 baudos, 16 hangos MFSK modulációból áll, ahol 15 hangot/szimbólumot küldenek. A löket 172 Hz sávszélességet foglal el és 1,4 másodpercig tart.

## Szoftverarchitektúra
Az egyszerű billentyűzet-billentyűzet kommunikációhoz az fldigi csak a főablakon keresztül kezelhető. Összetettebb felhasználási módokhoz vagy fájlátvitelhez külső programok csatlakoztathatók a belső TCP/UDP portokhoz: 7322 (ARQ), 7342 (KISS) és 7362 (XML-RPC).
Az alábbi kép segít szemléltetni az Fldigi architektúrán belüli összekapcsolásokat és jeláramlást:

## Nevezetes felhasználók

### Katasztrófavédelmi szolgálatok
A szoftvert egyes szervezetek rutinszerű és katasztrófa-/vészhelyzeti segélyszolgálatokhoz is használják.
- Több állami és megyei/körzeti vészhelyzeti műveleti központ[14][15]
- W1AW (ARRL)[16]
- Amatőr rádiós vészhelyzeti szolgálat (ARES)[17]
- Rádióamatőr polgári vészhelyzeti szolgálat (RACES)
- Polgári légi járőrözés (CAP)[18]
- SATERN, az Üdvhadsereg Csapatának Vészhelyzeti Rádióhálózata[19]
- A SKYWARN az Egyesült Államok Nemzeti Meteorológiai Szolgálatának (NWS) programja, amelynek küldetése a lokalizált súlyos időjárási jelentések gyűjtése.

### Rövidhullámú műsorszolgáltatók
Az Amerika Hangja VOA Radiogram programjának sikeres tesztjeit követően a nemzetközi és kormányzati rövidhullámú műsorszolgáltatók elkezdték tesztelni és kísérletezni a digitális adatokkal rövidhullámú műsorszóró csatornákon keresztül az fldigi szoftver segítségével. Ezek a tesztek az alább felsorolt műsorszolgáltatók rendszeres heti digitális adásokhoz vezettek.
- VOA Radiogram, a szolgáltatás 2017-ben megszűnt, és Shortwave Radiogram néven folytatódik.
- 2017 júniusában, a VOA Radiogram megszűnését követően a Shortwave Radiogram digitális adatfolyamokat kezdett sugározni az fldigi segítségével a WRMI-n keresztül Miamiban, valamint a Spaceline Bulgaria, amely rövidhullámú, műholdas és internetes adásidőt biztosított Bulgáriában.
- Radio Havana Cuba
- Radio Moscow
- Radio Australia[21]
- Radio Miami International
- Italian Broadcasting Corporation[22]
- WBCQ (SW)[23]
- Mighty KBC[24]

### MARS
Az fldigi programcsomag népszerűvé vált az amerikai hadsereg és az amerikai légierő katonai segédrádió-rendszerében.

### Belbiztonsági Minisztérium
Az Fldigit tesztelés alatt használják az Egyesült Államok Belbiztonsági Minisztériumának megosztási programjának részeként, amely "a kormány, a kritikus infrastruktúra és a katasztrófavédelmi szervezetek meglévő HF rádióerőforrásait használja fel a vészhelyzeti üzenetek koordinálására és továbbítására"

### PSK Mail
Az Fldigit használják a PSKmail projekt alapjául szolgáló modemként. A PSK Mail lehetővé teszi a felhasználók számára, hogy rádión keresztül fogadjanak és küldjenek normál e-maileket.

### AirChat
2014-ben az Anonymous csoport kiadott egy AirChat nevű kommunikációs eszközt, amely az Fldigi-t használta alapul szolgáló modemként. Ez alacsony sebességű, mégis megbízható adatkapcsolatot biztosított, olcsó rádiós hardver használatával. Az AirChat szoftver lehetővé teszi mind a titkosított, mind a titkosítatlan üzenetek névtelen továbbítását titkosítatlan csatornákon keresztül.

## Dekódolható adások
Az alább felsorolt adások rendszeres ütemterv szerint kerülnek sugárzásra, és az Fldigi segítségével dekódolhatók.
- SITOR szöveges előrejelzések és viharriasztások[63]
- WEFAX vizuális időjárás-fax[64]
- SYNOP felszíni szinoptikus megfigyelések[65]
- NAVTEX figyelmeztetések, előrejelzések és biztonsági információk adásai[63]
- VOA rádiógram-adások
- W1AW adások

## Díjak és elismerések
- A 2014-es Dayton Hamvention konferencián a projektvezető, Dave Freese (W1HKJ) megkapta a Műszaki Kiválósági Díjat "az amatőr és vészhelyzeti kommunikációban használható Fast Light Digital Modem Application (fldigi) programcsalád fejlesztéséért és terjesztéséért".[31]
- Az Fldigi-t a SourceForge 2017. júniusi munkatársainak "A hónap projektje" díjára választották.[32]
- Az Fldigi a SourceForge 2016. október 17-i "A hét projektjei" közé tartozott.[33]
- Az Fldigi-t a SourceForge 2017. decemberi közösségi választásaként "A hónap projektje" díjra választották.[34]